# Oxalsäuredi-tert-butylester
Oxalsäuredi-tert-butylester ist eine chemische Verbindung aus der Gruppe der Ester.

## Gewinnung und Darstellung
Oxalsäuredi-tert-butylester kann durch Reaktion einer Lösung von tert-Butylalkohol in Pyridin mit einer Lösung von Oxalylchlorid in wasserfreiem Diethylether gewonnen werden.

## Eigenschaften
Oxalsäuredi-tert-butylester ist ein farbloser Feststoff, mit sehr schwachem Geruch. Die Kristalle sind bei gewöhnlicher Temperatur flüchtig. Die Verbindung ist löslich in Benzin und Ethanol und sehr gut löslich in Diethylether, Aceton, Chloroform und Benzol. Er besitzt eine monokline Kristallstruktur.

## Verwendung
Oxalsäuredi-tert-butylester wird in der synthetischen organischen Chemie bei verschiedenen organischen Umwandlungen verwendet wird. Ihr Nutzen liegt in der Einführung der geschützten Oxalatgruppe in organische Moleküle, die später einer Decarboxylierung unterzogen oder als Dienophil in Diels-Alder-Reaktionen verwendet werden können. Darüber hinaus wird die Verbindung zur Erzeugung aktiver Carboxylatspezies unter kontrollierten Bedingungen verwendet, was für die Untersuchung von Carboxylierungsreaktionen von großem Nutzen ist. Die tert-Butyl-Gruppen machen den Oxalat-Ester auch weniger anfällig für Hydrolyse, was die Verbindung zu einem stabilen und vielseitigen Reagenz für eine Vielzahl von experimentellen Anwendungen macht.